# Ida Sargent
Ida Sargent (* 25. Januar 1988 in Newport) ist eine ehemalige US-amerikanische Skilangläuferin.

## Werdegang
Sargent nahm von 2005 bis 2011 an Wettbewerben des Nor-Am Cups und der US-Super Tour teil. Ihr erstes Weltcuprennen lief sie im Februar 2011 in Drammen, welches sie mit dem 59. Platz über 10 km klassisch beendete. Bei den nordischen Skiweltmeisterschaften 2011 in Oslo belegte sie den 51. Rang über 10 km klassisch und den 45. Platz im Sprint. Im Dezember 2011 holte sie Rogla mit dem 25. Platz im Sprint ihre ersten Weltcuppunkte. Zu Beginn der Saison 2012/13 konnte sie die Nordic Opening mit dem 18. Platz beenden. Im Februar 2013 in Sotschi erreichte sie mit dem sechsten Platz im Sprint ihre erste Top-Zehn-Platzierung. Ihre beste Platzierung bei den nordischen Skiweltmeisterschaften 2013 im Val di Fiemme war der 25. Platz im 15-km-Skiathlon. Die Saison beendete sie auf dem 39. Rang in der Weltcupgesamtwertung und dem 22. Platz in der Sprintwertung. Bei den Olympischen Winterspielen 2014 in Sotschi kam sie auf den 34. Platz über 10 km klassisch und den 19. Rang im Sprint. Die Saison 2013/14 schloss sie mit dem 49. Platz in der Weltcupgesamtwertung ab. Bei den nordischen Skiweltmeisterschaften 2015 in Falun belegte sie den 29. Platz im Sprint. In der Saison 2015/16 kam sie im Weltcup zehnmal in die Punkteränge. Ihre beste Platzierung dabei war der siebte Platz bei der Sprintetappe der Nordic Opening in Ruka, die sie auf dem 44. Platz beendete. Im März 2016 belegte sie den 34. Platz bei der Ski Tour Canada und erreichte zum Saisonende den 43. Platz im Gesamtweltcup und den 23. Platz im Sprintweltcup. Nach Platz 57 bei der Weltcup-Minitour in Lillehammer zu Beginn der Saison 2016/17, erreichte sie in Pyeongchang mit Platz drei im Sprint und Platz drei zusammen mit Sophie Caldwell im Teamsprint ihre ersten Podestplatzierungen im Weltcup und erreichte damit den 17. Platz im Sprintweltcup. Bei den nordischen Skiweltmeisterschaften 2017 in Lahti belegte sie den 43. Platz über 10 km klassisch und den 24. Rang im Sprint. In der Saison 2017/18 errang sie den 38. Platz beim Ruka Triple und den 57. Platz beim Weltcupfinale in Falun. Im Januar 2018 wurde sie in Dresden zusammen mit Sophie Caldwell Dritte im Teamsprint. Bei den Olympischen Winterspielen 2018 in Pyeongchang lief sie auf den 33. Platz im Sprint. Im Januar 2019 wurde sie in Craftsbury US-amerikanische Meisterin im Sprint klassisch. Letztmals im Weltcup startete sie beim Weltcup-Finale 2019 in Québec, wobei sie den 48. Platz errang.

## Teilnahmen an Weltmeisterschaften und Olympischen Winterspielen

### Olympische Spiele
- 2014 Sotschi: 19. Platz Sprint Freistil, 32. Platz 10 km klassisch
- 2018 Pyeongchang: 33. Platz Sprint klassisch

### Nordische Skiweltmeisterschaften
- 2011 Oslo: 45. Platz Sprint Freistil, 51. Platz 10 km klassisch
- 2013 Val di Fiemme: 25. Platz 30 km klassisch Massenstart, 33. Platz Sprint klassisch, 38. Platz 15 km Skiathlon
- 2015 Falun: 29. Platz Sprint klassisch
- 2017 Lahti: 24. Platz Sprint Freistil, 43. Platz 10 km klassisch

## Platzierungen im Weltcup

### Weltcup-Statistik
Die Tabelle zeigt die erreichten Platzierungen im Einzelnen.
- 1.–3. Platz: Anzahl der Podiumsplatzierungen
- Top 10: Anzahl der Platzierungen unter den ersten zehn
- Punkteränge: Anzahl der Platzierungen innerhalb der Punkteränge
- Starts: Anzahl gelaufener Rennen in der jeweiligen Disziplin
- Hinweis: Bei den Distanzrennen erfolgt die Einordnung gemäß FIS.

| Platzierung         | Distanzrennen a | Distanzrennen a | Distanzrennen a | Distanzrennen a | Distanzrennen a | Skiathlon Verfolgung | Sprint | Etappen- rennen b | Gesamt | Team c | Team c  |
| Platzierung         | ≤ 5 km          | ≤ 10 km         | ≤ 15 km         | ≤ 30 km         | > 30 km         | Skiathlon Verfolgung | Sprint | Etappen- rennen b | Gesamt | Sprint | Staffel |
| ------------------- | --------------- | --------------- | --------------- | --------------- | --------------- | -------------------- | ------ | ----------------- | ------ | ------ | ------- |
| 1. Platz            |                 |                 |                 |                 |                 |                      |        |                   |        |        |         |
| 2. Platz            |                 |                 |                 |                 |                 |                      |        |                   |        |        |         |
| 3. Platz            |                 |                 |                 |                 |                 |                      | 1      |                   | 1      | 2      |         |
| Top 10              |                 | 1               |                 |                 |                 |                      | 8      |                   | 9      | 9      | 2       |
| Punkteränge         |                 | 7               |                 |                 |                 | 2                    | 44     | 1                 | 54     | 13     | 5       |
| Starts              | 10              | 31              | 3               | 2               |                 | 23                   | 79     | 11                | 159    | 13     | 5       |
| Stand: Karriereende |                 |                 |                 |                 |                 |                      |        |                   |        |        |         |

### Weltcup-Gesamtplatzierungen
| Saison  | Gesamt | Gesamt | Distanz | Distanz | Sprint | Sprint |
| Saison  | Punkte | Platz  | Punkte  | Platz   | Punkte | Platz  |
| ------- | ------ | ------ | ------- | ------- | ------ | ------ |
| 2011/12 | 35     | 71.    | 5       | 72.     | 30     | 49.    |
| 2012/13 | 177    | 39.    | 33      | 53.     | 118    | 22.    |
| 2013/14 | 115    | 49.    | 43      | 48.     | 72     | 33.    |
| 2014/15 | 82     | 57.    | -       | -       | 82     | 26.    |
| 2015/16 | 108    | 43.    | -       | -       | 108    | 23.    |
| 2016/17 | 130    | 44.    | -       | -       | 130    | 17.    |
| 2017/18 | 103    | 56.    | 10      | 67.     | 93     | 23.    |
| 2018/19 | 38     | 76.    | -       | -       | 38     | 40.    |